# Stade Ciudad de Vicente López
 (mars 2025).
Le Stade Ciudad de Vicente López, est un stade de football inauguré en 1979 et situé à Florida dans le partido Vicente López de la province de Buenos Aires en Argentine.
Il accueille les matchs à domicile du Club Atlético Platense, évoluant en première division, il porte le nom de Vicente López, un homme politique argentin.

## Histoire
Le stade, propriété du Club Atlético Platense, est inauguré le 22 juillet 1979, il sera agrandi en plusieurs étapes, une tribune en 1980, en 1994 deux nouvelles tribunes portent la capacité de 18 000 à 32 000 places. La dernière tribune achevée en 1998 porte la capacité à 34 530 spectateurs. Après la montée du club en première division en 2021, d'importants travaux de rénovation sont entreprit.